# Wołchowstroj II
Wołchowstroj II (ros. Волховстрой II) – węzłowa stacja kolejowa w miejscowości Wołchow, w rejonie wołchowskim, w obwodzie leningradzkim, w Rosji. Węzeł linii Petersburg - Wołchow - Wołogda z linią do Murmańska.